# 藏区
藏区或藏地（藏語：བོད་，威利转写：bod，標準藏語发音：[pʰøːʔ˨˧˩]）位于青藏高原之上、喜馬拉雅山以北，是藏族以及門巴族、珞巴族的聚居地，現今亦有漢族及其他民族居民。西藏是地球地勢最高的地區，平均海拔有4900米，因此有“世界屋脊”之稱。藏區的不少地區終年積雪，因而被漢人習慣的稱為雪域（藏語：གངས་ལྗོངས，威利转写：gang ljongs）或雪域藏區（藏語：བོད་ཁ་བ་ཅན，威利转写：bod kha ba can）。藏區也是亞洲許多河流的發源地，因而西藏的環境與中國、印度等國水文關係匪淺。

## 区域涵盖
传统意义上的藏文化圈由以下三個部份组成：「安多」地區、「康区」以及「衛藏」。
- 東北部的安多（藏語：ཨ་མདོ་，威利转写：a mdo）：包括现在的青海省、西藏自治区、甘肃省及四川省的部分地區。
- 東南部的康（藏語：ཁམས་，威利转写：khams）：包括现在的四川省、西藏自治区、云南省及青海省的部分地區，還有印度控制的藏南地區。
- 中西部的衛藏，包括：
  - “卫”（藏語：དབུས་，威利转写：dbus）或“前藏”
  - “藏”（藏語：གཙང་，威利转写：gtsang）或“後藏”
  - 「阿里」（藏語：མངའ་རིས་，威利转写：mnga ris）

### 爭議
中華人民共和國所說的「西藏」指的是西藏自治區，而傳統的西藏範圍包括目前受印度控制但中國聲稱拥有主權的藏南（与現印度管辖的阿魯納恰爾邦大部分重合），基本相當於清中後期和民國時期由拉薩政府所管轄的整個區域。西藏自治区以外的青海、甘肃、四川和云南四省藏族聚居区合称“四省藏区”。
西藏流亡政府定義的「西藏」，又稱「大西藏地區」，則包含當今西藏自治区、青海及小部分的甘肅、四川、雲南，其總體面積相當於現西藏自治區的兩倍，大致相當於唐代以來藏族的傳統聚居區。广義的藏语區域和藏民族區域还包含不丹、錫金、拉達克与尼泊爾北部山區。西藏流亡政府聲稱，1950年前達賴喇嘛管理衛藏、康區、安多三個西藏傳統地區。西藏流亡政府和自由西藏聲明這種看法被多數西方組織接受。这一区域面積约250萬平方公里，相當於中华人民共和国面积的26%，但并不包含由南亞印度共和国所控制的阿鲁纳恰尔邦（中国称藏南地區）、锡金邦、拉達克和不丹王国等其它历史上属于西藏文化圈的国家和地区。
西藏流亡政府将大西藏地區主張是團結流亡藏人的重要主張，如果西藏流亡政府決定不追求大西藏地區，就會與海外流亡藏人中的東部藏人（主要是康巴人），以及其他周邊藏人族群造成分裂，永久性的破壞流亡藏人社區的團結。 中華人民共和國政府強烈反對这一概念，将西藏流亡政府的主张称作大藏区。达赖喇嘛也驳斥中国政府指控，自称从未提出过大西藏概念，指西藏的宗教文化本身就不止于西藏自治区，还包括了所有藏区，应该在中国法律规定的所有藏族自治地方实现真正的自治。

### 藏南地区
中国方面将麥克馬洪綫以南的印度领土称为“藏南地区”，其中包括六世达赖喇嘛仓央嘉措的故乡达旺，位于喜马拉雅山脉南侧。除达旺地区外，历史上喜马拉雅山南麓多为泰语民族部落居住，受藏文化影响微乎其微。20世纪初，根據西姆拉條約的勘界书，約9万平方公里的土地被劃歸英屬印度。
1913年10月至1914年7月间，在印度北部城市西姆拉舉行的由中華民國北京政府、英屬印度和西藏噶廈三方代表參加的西姆拉會議上產生的一系列文件和協議，其中包含了麥克馬洪綫。中華民國政府的與會代表拒絕在協議上簽字，中華民國和中華人民共和國兩政權都不承認其國際法效力。西藏代表在英国促进西藏独立的前提下接受麥克馬洪綫。后也轉而不承認麥克馬洪線。
印度獨立後宣称按照國際法繼承印巴分治後英屬印度的一切权利，後将東北邊境特區升级为阿鲁纳恰尔邦。2008年6月4日，當時還兼任政治職務的第十四世达赖喇嘛在接受《新印度时报》记者采访中表示，位于阿鲁纳恰尔邦（中方所称的藏南地区）的达旺属于印度领土，承认《西姆拉條約》及麦克马洪线有效。

## 历史
自古以來，藏区特殊的地理位置阻絕了外來勢力的侵擾，也保留了獨特的地域文化。自石器時代即在青藏高原活動的各個族群，多數融合成為今日的藏族，而其綿延至今的文化中最引人矚目的，正是在他們的生活中無所不在的宗教色彩。最早在藏区大部建立完整的政权可能是源于青藏高原西北部的象雄国。根據藏族所信奉的原始宗教「苯教」的傳說，苯教产生于象雄。有证据显示古国象雄开始于铁器时代。象雄兴旺时可能包括今天大部分藏区，包括象雄和蕃两个民族。只是到了聂赤赞普时代，吐蕃部落兴起，逐渐脱离了象雄王室脆弱的统治，加之苏毗的崛起，切断了象雄王室与东部象雄（多康地区）的联系，以后的象雄就只限于今天阿里和克什米尔了，位于吐蕃的西北部。象雄的后期，在天山南部，以葱岭一带的藏北出现了唐旄，在和山南地區雅隆河谷的髮羌两支部落。
广义西藏的概念起源於西元七世紀至九世紀的西藏帝國（漢語稱為「吐蕃帝國」），這是西藏政治擴張最大的時期。:1髮羌的一支，吐蕃部落，在7世紀由松贊干布首次實現統一，结束了西藏的远古时期，进入了统一的吐蕃王朝时期。吐蕃王朝与唐宋朝代的关系时好时壞，有联姻会盟，也有兵戎相见。吐蕃时期，西藏的文化艺术得到很多的发展，創制了藏文和藏传佛教。藏传佛教的出现在西藏历史上影响深遠，不仅使历史上好战的羌族逐渐愛好和平，也完全地融入到西藏人的生活中，并成为从建筑到文学各个文化艺术领域的核心。
随着王朝内部权力争斗和社会矛盾的加剧，吐蕃王朝在九世纪下半叶崩溃；藏区进入了四百年的分裂时期。分裂时期没有统一的政权, 各部落群雄割据、互不相属。13世紀初，強悍的蒙古族在北方興起，成立蒙古帝国。从13世纪中叶开始，蒙古大军开始与西藏有接触。藏传佛教的薩迦派八思巴在与蒙古王子忽必烈（即后来的元世祖）會晤后，使忽必烈對佛法產生虔誠的信仰。忽必烈即位后建立了元朝，并设立宣政院（初为总制院）掌管西藏事务，由八思巴负责，由此建立了统一西藏的政教合一政权，开始了各教派統治時期。由於元世祖及其後的元朝皇帝的大力支持，宣政院的職權一直由薩迦派所掌握，負責統治整個西藏地區，直至元末。元朝还在西藏驻扎军队，设立各级官府和驿站，以保证当时薩迦派在西藏的地位和政令的推行。自13世纪后的约500年，不同的藏传佛教派系轮番执政，直到清朝勢力在18世纪進入西藏。
1720年清军驱除入侵西藏的蒙古准噶尔汗国军队后，开始在西藏驻军，并设立驻藏大臣制度。18世纪中叶西藏建立新的官署，称为噶廈。格鲁派達賴喇嘛在1720年代至1912年間，在西藏實行政教合一的統治。1912年1月1日中华民国在南京府建國，1912年2月12日清宣統帝溥儀退位。至1912年底，残余的清朝軍队及驻藏大臣被完全逐出西藏，十三世達賴喇嘛随后正式宣告自己對西藏的統治，通常認為是西藏獨立運動之始源，一些人認為達賴喇嘛的宣告嚴格來說並不符合現代術語中的獨立宣言。西藏的獨立不受中華民國政府承認，也未得到世界各國的普遍承認。1912年至1950年，西藏為事實上獨立自主的國家，但藏區部分地區如安多和康區東部不受噶廈管轄，而是處於中華民國政府統治之下。1950年，中共在對西藏的昌都戰役勝利後，中共和西藏签订《十七條協議》，正式把西藏納入中華人民共和國。

### 当代统一藏区的政治争议
第五、六、七届全国人大常委会委员、全國人大民族委員會副主任委员，第八届全国人大民委顾问平措旺傑在自傳中回憶道：1954年第十四世達賴喇嘛和第十世班禪喇嘛訪問北京期間，毛澤東曾親自到達賴喇嘛住地拜訪。有一次，達賴喇嘛特地問到，西藏是否有自己的國旗（National Flag）。毛澤東說，以後應該讓中國的自治區都能夠打出自己的國旗，西藏打出西藏的國旗，內蒙打出內蒙的國旗。平措旺傑並表示：陳毅元帥“在一次黨內的高干座談會上講話時說︰ 應該向中央建議，將拉薩作為首府，以西藏自治區為主，並把被分割在鄰省的川、康、滇、甘、青的所有東部藏區，建立一個統一的藏族自治區，這既照顧了藏人的普遍心愿，對藏族發展有利，又對漢、藏的親密團結、國家的統一和鞏固都有極大好處。” 這是后來西藏問題中“大西藏自治區”的最早出處。中央有了達賴喇嘛方面的合作，就可以考慮把所有藏人生活的藏地，包括川青甘滇的藏區都統一到西藏自治區。1959年藏区骚乱後十四世達賴喇嘛率眾離開西藏，在印度達蘭薩拉組建成西藏流亡政府。
第十世班禪喇嘛在進行詳細與全方位的研究考察後於1962年撰寫的《關於西藏總的情況和具體情況以及西藏為主的藏族地區的甘苦和今後希望要求的報告》呈現在中國統治下西藏發生的災難和藏人遭受的損失，其中最後一章「自治區以外的西藏地區」提到：青海、甘肅、四川、與雲南等其他兄弟藏族地區藏人之悲慘比西藏的時間更長、更嚴重、更左傾。...千萬人遭到非正常死亡...這些在藏族歷史上從來沒有過的。
1987年9月21日，达赖喇嘛在华盛顿对美国国会的演讲中提出解决西藏问题的五点和平计划，其中包括，把整個西藏轉化成為一個和平地區，要求中国军队撤出“大西藏”地区，印度軍隊從喜馬拉雅山靠近西藏的地區撤走。同時要求中國停止在西藏製造核武器及儲存放射性核廢料。達賴喇嘛主张的自治区域，包括1950年由噶廈管理的西藏地方及已建省的青海、西康等地，囊括了中國境內藏族聚居的所有地區。包括现在的西藏自治区和青海省全部地区，新疆的五分之一地区，甘肃的三分之二地区，四川的三分之二地区，云南的一半，面积达240万平方公里，约占現代中国总面积的四分之一。
西藏流亡政府已经和中国中央政府进行了数次磋商，但是中共视达赖提出的“大藏区真正的自治”的主张为追求实质性藏独，不接受他的主张，故而磋商无实质进展。2008年11月10日，中共中央统战部常务副部长朱维群表示，藏民族自治地方的建立和区域的划分，是遵照宪法原则，在充分尊重历史事实，综合考虑政治、经济与现实条件的基础上确立的。所谓“大藏区”历史上不存在，更没有现实根据。2011年，西藏流亡政府與中國中央政府進行第九輪談判對話之際，中国中央政府官員向西藏流亡政府代表介紹有關信息時強調要解決「西藏自治區和其他藏區人民生活水平」的問題，顯示中方承認西藏問題不僅僅是「西藏自治區」的範圍，而是「所有藏區」和所有藏人的問題。
2013年10月22日，中国国务院新闻办发表《西藏的发展与进步》白皮书指出，十四世达赖喇嘛宣称大藏区和高度自治，违反中国宪法和法律。2014年2月21日，美国总统奥巴马在白宫会见达赖喇嘛。奥巴马对达赖喇嘛近年来的提出的“中间道路”表示支持。中华人民共和国外交部发言人秦刚在答记者问时表示：“达赖对外宣称不寻求“西藏独立”，但他从未停止反华分裂活动。达赖标榜所谓“中间道路”，幻想建立占中国领土四分之一、历史上从未存在过的“大藏区”，实际上是要搞“变相独立”。这是中国政府和人民绝对不会答应的。中央政府与达赖方面接触商谈的大门始终敞开。如果达赖真正希望接触商谈取得进展，就应该对自己的言行进行彻底反思，停止一切分裂破坏活动。”

## 人口
西藏自治区藏族居民占全部人口的92.8%，汉族占全部人口的6.1%；西藏自治区以外的藏区（不含青海西宁和海东地区）藏族居民占55.6%，中国政府所定义的所有藏族自治地区藏族人口占69%。按照西藏流亡政府的定义，包括西宁和海东地区，则藏族占全部人口的49.8%。

## 语言
藏区大部的傳統语言是藏语，分布在现在中国西藏自治区、四川阿坝藏族羌族自治州和甘孜藏族自治州、甘肃甘南藏族自治州、青海和云南迪庆藏族自治州四个地区。藏语又可分成三大方言：卫藏方言（即拉萨话）、康方言（德格话、昌多话）、安多方言。只有安多方言沒有區別意義的聲調。藏族不同方言的發音不同，對話有一定的困难，但是因為藏文是拼寫古藏语语音，不隨方言發音而改變，藏文的寫法還是相同。
藏文文学，内容豐富，源遠流長，是世界上最發達的文學之一。最为著名的，除了藏传佛教的大藏经，还有著名史诗《格萨尔王传》，六世達賴倉央嘉措的情詩集等，都是世界文學遺產中不朽的經典。
除藏语外，比较大的傳統语言还包括羌语和嘉絨語。羌语主要分布在中国四川阿坝州的汶川县、茂县、理县、松潘县和黑水县等地，是当地羌族人和藏族人操的语言。嘉絨語通行于四川省的甘孜藏族自治州和阿坝藏族羌族自治州，在汉人世居地方亦通用汉语西南官话。

## 宗教
藏区的宗教主要是苯教和藏傳佛教。苯教，因教徒头裹黑巾，故又俗稱黑教，起源于象雄，是流行于西藏的巫教，崇拜的对象包括天地日月、雷电冰雹、山石草兽等各种自然物以及自然界的神灵和鬼魂。
藏傳佛教開始於西元7世紀中葉。當時西藏的松贊干布藏王先後娶了尼泊爾毗俱底公主和中国唐朝文成公主。两位公主各自带来的佛教，最终在西藏形成了藏传佛教。目前，藏傳佛教以格鲁派（又称黄教）势力最大。藏传佛教以卷帙浩繁，渊博深奥的藏文文献著称。有举世闻名的《甘珠尔》、《丹珠尔》两大佛学丛书。藏语文与记录佛教原始经典使用的梵文有紧密的传承关系，从梵文翻译的内容，不论词意，藏语是唯一可以还原梵文的语言文字。藏语文也是唯一完整地记录自释迦牟尼佛诞辰两千多年来，形成和发展的佛教教义、佛教哲学，以及佛教科学的文字，包括那烂陀传承中，所有的显、密论典。特别是因明论典的教、学传承和方式，当今惟有在藏文中有完整记载和保存。國學大師章炳麟評價西藏學術傳統：“既有文明之學，不受他熏”。

### 藏传佛教領袖
- 西藏政教领袖达赖喇嘛传统上是格鲁派传承领袖。由于格鲁派最兴盛，达赖喇嘛也被认为是全西藏地位最高的领袖。班禪喇嘛在格魯派中地位僅次于達賴喇嘛，此外還有甘丹赤巴，即格魯派主寺甘丹寺的主持，是宗喀巴大師法座的繼任者。
- 大宝法王嘉華噶瑪巴是噶瑪噶举派的传承领袖。
- 持明楚西仁波切是宁玛派寧瑪巴傳承掌教法统领袖。
- 萨迦法王是萨迦派的传承领袖。現任薩迦法王是卓玛颇章的阿旺衮噶特钦班拔钦列桑佩汪格杰波，現居住在印度。

## 地理

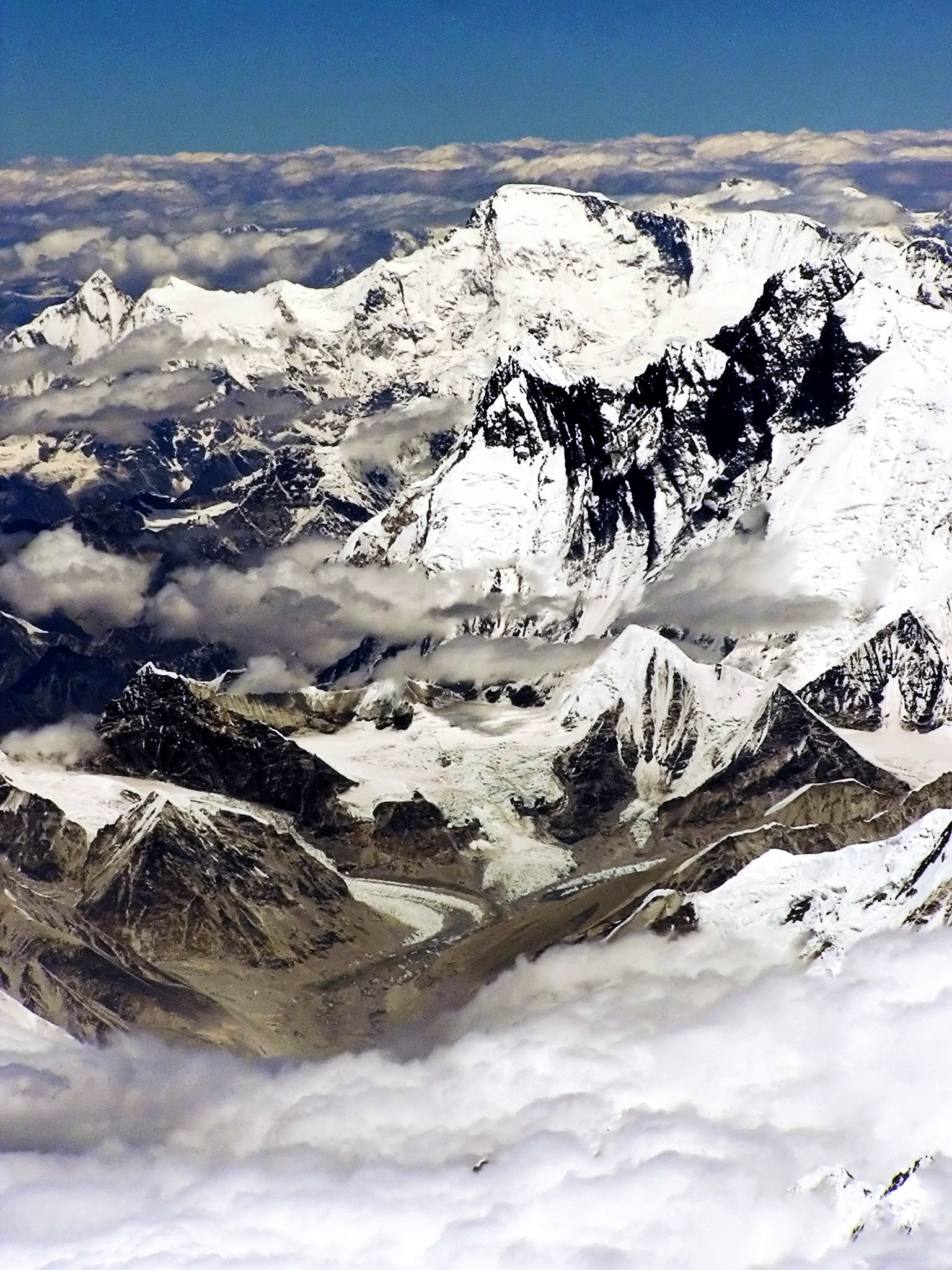
喜马拉雅山

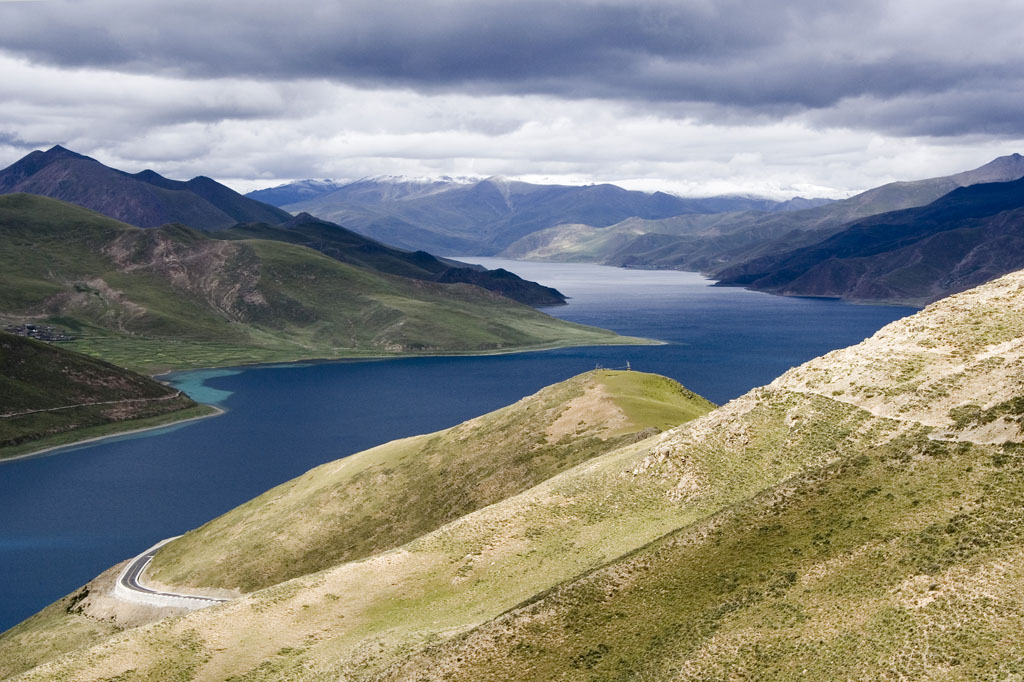
羊卓雍錯

距今两亿年前，本区域原为一片汪洋大海，两千多万年前始在古喜马拉雅山造山运动中大幅崛起，形成今日的高原地貌。西藏为青藏高原的主要部份；青藏高原，面积约250万平方公里，平均高度在海拔4000公尺以上，是全球最高最大的高原，素有“世界屋脊”之称。
高原上，日溫差甚大，所謂「一年無四季，一日見四季」正是形容年日溫差變化最佳的寫照。西藏高原地區遼闊，擁有豐富的能源，其中尤以太陽能、水力、地熱三者為最。西藏太陽能為全中國最豐富之地區。拉薩，即因年日照數在3000小時以上，而有「日光城」之稱。高原之上，亦為中國各大河流之發源地，如長江、黃河、雅魯藏布江、瀾滄江、怒江等。

### 湖泊
- 納木措
- 巴鬆措
- 惹雍措
- 拉昂錯
- 瑪旁雍錯
- 拉母那措
- 班公錯
- 色林錯
- 羊卓雍錯

## 音樂
藏族是個能歌善舞的民族。藏族民族音樂的歌曲旋律高昂遼闊，大體上可以分為佛教音樂，宮廷音樂和民間歌舞音樂以及藏族的戲劇組成。
藏族民歌主要包括有「魯」、「諧」、「再柔」音樂高亢嘹亮，聽起來就有高原藍天遼闊的氣象，曲調悠揚，是以五聲為主音樂。值得一提的是它們囊括了所有人間宗教、喜怒哀樂、悲歡離合、勞動愛情題材。歌舞形式有「諧」、「卓」。諧包括：「熱諧」、「康諧」、「堆諧」、「阿伽諧」。舞蹈也和音樂一樣，都離不開歌唱，所以“諧”和“卓”概括了所有藏區的舞蹈種類。它們只是地方特點各異，而表達的內容大致相同。